# COBALT HOUR
《COBALT HOUR》(일본어: コバルト・アワー)는 아라이 유미의 세 번째 앨범이다. 1975년 6월 20일에 도시바 EMI에서 발매되었다. 음원 발매권의 사정으로 인해 잠깐 알파 레코드에서 발매된 적도 있다. 2000년 4월 26일에 LP판을 복각해, 음질을 향상시킨 마스터링 CD가 발매되었으며, 2005년 3월 10일부터는 PC를 통한 서비스가 시작되었다.

## 해설
- 자켓의 일러스트는 일러스트레이터 페타 사토가 그린 것. 자켓에는 ‘YUMING’이라고 적혀있지만, ‘G’는 나중에 덧붙인 것으로 보인다.
- 1976년의 연간 앨범 판매량 제2위를 기록했다.

## 수록곡

### A면
1. COBALT HOUR
1999년에 NOKKO, 2002년에 크레이지 켄 밴드가 커버.
2. 卒業写真 소쓰교샤신[*] 졸업사진
하이-파이 세트가 싱글로 발매해 크게 히트했다. 졸업 시즌의 대표곡이지만, 사실은 졸업하고 난 뒤를 배경으로 한 곡이다. 가사의 버드나무는 알파 스튜디오로 가는 길에 있는 나무가 모델이다. 1991년 TBS 드라마 《루즈의 전언》으로 드라마화 되기도 했다. 1988년에 이시다 히카리가, 1990년에는 마르시아가, 1994년에 스즈키 도루가, 1996년에 삼대째 우오타케 하마다 시게오가, 2002년에는 이토 유카리·고토 마키·카라사와 미호가, 2003년에는 하마사키 아유미가, 2005년에는 도쿠나가 히데아키가, 2006년에는 이키모노가카리·마쓰야마 치하루까지 많은 가수들이 리메이크 하는 등 인기를 끌고 있다.
3. 花紀行 하나키코[*] 꽃기행
가나자와의 아사노 강을 이미지화했다. 2006년에 히라카와치잇초메가 리메이크했다.
4. 何もきかないで 나니모키카나이데[*] 아무것도 묻지말고서
5번째 싱글 〈루주노덴곤〉 B면에 수록. 1976년에 오카자키 유키가 리메이크.
5. ルージュの伝言 루쥬노덴곤[*] 루즈의 전언
5번째 싱글. 1989년에 미야자키 하야오의 애니메이션 《마녀 배달부 키키》에도 사용되었다. 원래는 싱글의 B면에 수록될 예정이었지만, 마쓰토야 마사타카의 제안으로 A면에 수록되었다. 또한 본인의 말로는 30분만에 가사를 완성했다고도 한다. 1976년에 데즈카 사토미가, 1982년에 가와시마 나오미가 리메이크 했다. 1991년에는 동명의 드라마 시리즈에서 드라마화되기도 했다.

### B면
1. 航海日誌 코카이닛시[*] 항해일지
가사는 항해일지가 아니라 ‘후회일지’(後悔日誌)가 되어있다. 또 자신이 말하기로는 생사관 같은 것들을 곡에 담고 있다고 한다.
2. CHINESE SOUP
하먼드 오르간의 음색이 경쾌한 요리노래. 여자의 무의식적인 잔혹성을 담았다고도 한다. 2007년 후지 텔레비전계 《엄마가 요리를 하는 이유》의 삽입곡이다. 1975년에 요시다 미나코가, 1994년에는 모모이 가오리가, 2002년에는 하라다 도모요가 리메이크했다. 1991년에는 TBS 드라마 《루즈의 전언》으로 드라마화 되기도 했다.
3. 少しだけ片想い 스코시다케카타오모이[*] 약간 짝사랑
코러스 어레인지는 야마시타 다쓰로가, 여성의 목소리는 요시다 미나코가 맡았다. 나중에 여섯 번째 싱글 〈아노히니카에리타이〉의 B면에 수록되었다. 1976년에 미키 세이코가 리메이크.
4. 雨のステイション 아메노스테이숀[*] 비 내리는 스테이션
‘스테이션’은 JR 오메 선의 니시타치카와역을 노래하고 있으며, 역에도 기념비가 세워졌다. 2006년에는 역의 발차음으로도 채택되었다. 유밍의 말로는 이 노래에서의 비는 보슬비(シトシト)의 이미지라고 한다. 1977년에 하이-파이 세트가 리메이크.
5. アフリカへ行きたい 아후리카헤이키타이[*] 아프리카로 가고싶어

- 작사·작곡 : 아라이 유미　편곡 : 마쓰토야 마사타카

## 참가 뮤지션
- 일렉트릭 베이스 : 호소노 하루오미(A-1~A-3, B-1~B-5), 히라노 도오루(A-4, A-5)
- 전기 기타, 어쿠스틱 기타 : 스즈키 시게루(A-1~A-3,B-1~B-5)
- 전기 기타 : 오노 히사오 (A-4, A-5)
- 드럼 : 하야시 다쓰오(A-1~A-3, B-1~B-5), 히라노 하지메(A-4, A-5)
- 키보드 : 마쓰토야 마사타카(A-1~A-3, B-1~B-5), 요시하라 마키코(A-4, A-5)
- 퍼커션 : 사이토 노부오
- 하모니카 : 마쓰다 고이치
- 피들 : 마쓰토야 요시유키
- 바리톤 삭스 : 하라다 다다유키
- 트럼펫 : 후쿠시마 데루요시
- 트롬본 : 아라이 에이지 & his fellows
- 스트링 : 다마노 요시히사 & his fellows
- 플루트 : 야마다 야스히로, 하야카시 준지, 소마 미쓰루
- 하프 : 이마미치 미키코
- 코러스 : 하이-파이 세트, 요시다 미나코, 오누키 다케오, 야마시타 다쓰로, 이슈 가요코

## TV 방송
- 〈COBALT HOUR〉·〈CHINESE SOUP〉 … 1976년 3월 14일 TBS계 ‘세븐스타쇼’
- 〈소쓰교샤신〉 … 1977년 8월 27일 NHK총합 ‘NHK 포크 페스티벌’
- 〈하나키코〉 … 1996년 11월 23일 NHK총합 ‘마쓰토야 유미 몽골을 가다～신비의 노랫소리《호미》로의 여행～’
- 〈루주노덴곤〉 … 1975년 TBS계 ‘긴자NOW’, 1976년 3월 14일 TBS계 ‘세븐스타쇼’, 1979년 1월 7일 도쿄12채널 ‘꿈의 은하철도’, 1979년 12월 31일 후지텔레비전계 ‘슈퍼 잼’